# ناحیه تاریخی آلواردو ترس
ناحیه تاریخی آلواردو ترس (به انگلیسی: Alvarado Terrace Historic District) یک محله و بافت تاریخی در ایالات متحده آمریکا است که در لس آنجلس واقع شده‌است. این منطقه تاریخی در منطقه پیکو-یونیون در شهر لس آنجلس است و در جنوب غربی داون‌تاون لس آنجلس، در امتداد آلوارادو ترس بین بلوار پیکو و خیابان آلوارادو واقع شده‌است.
شش خانه و یک کلیسا در این منطقه در سال ۱۹۷۱ به عنوان بناهای تاریخی-فرهنگی لس آنجلس تعیین شدند و کل منطقه در سال ۱۹۸۴ در فهرست ملی اماکن تاریخی ثبت شد.